# Mijn vader is een detective: Het geheimzinnige forteiland
Mijn vader is een detective: Het geheimzinnige forteiland is een Nederlandse speelfilm van regisseur Will Wissink uit 2009. De film ging op 8 april 2009 in première. Het is de eerste speelfilm uit een filmreeks van drie delen. De tweede film heet Mijn vader is een detective: De wet van 3.

## Verhaal
De ouders van Sam (Tjeerd Melchers) zijn gescheiden. Zijn vader Max (Cees Geel) is detective; hij wordt ingehuurd om een zeldzame papegaai terug te vinden, die gestolen is van een baron (Beau van Erven Dorens). Bij zijn speurtocht wordt Max ontvoerd door leden van een bende die die diefstal heeft gepleegd, en vastgezet op een geheimzinnig forteiland. Sam gaat samen met zijn buurmeisje Sterre (Jasmin Pasteuning) in een bootje op pad om Max te redden en de papegaai terug te vinden. Ze lijden schipbreuk, maar worden gered door Ortwin (Rick Mackenbach), de zoon van de baron. Met zijn drieën gaan ze verder naar het forteiland. Tijdens hun poging om Max te bevrijden en de papegaai te vinden, ontdekken ze dat er iets verborgen wordt gehouden in een goed bewaakt vertrek. Ze zetten alles op alles om het duistere mysterie te ontrafelen, maar hebben grote moeite om uit handen te blijven van de zwakbegaafde griezel Benno (Tygo Gernandt) die het fort dag en nacht bewaakt.

## Rolverdeling
- Cees Geel – Max
- Tygo Gernandt – Benno
- Camilla Siegertsz – Hadewij
- Beau van Erven Dorens – Baron
- Ellen ten Damme – Femke
- Bas Muijs
- Rebecca Loos - Irwana
- Mike Libanon
- Peer Mascini
- Peter Faber
- Tjeerd Melchers – Sam
- Jasmin Pasteuning – Sterre
- Rick Mackenbach – Ortwin
- Fay Damen
- Nienke van Hasselt